# Décès en août 1990
Décès
- 1986
- 1987
- 1988
- 1989
- 1990
- 1991
- 1992
- 1993
- 1994

Pour une information complémentaire, voir la page d'aide.

| Date    | Nom                          | Activités                                                                                                | Âge | Source |
| ------- | ---------------------------- | --- | --- | ------ |
| 3 août  | Louis Namèche                | homme politique belge                                                                                    | 74  |        |
| 4 août  | Mathias Goeritz              | architecte, peintre, écrivain et sculpteur germano-mexicain                                              | 75  |        |
| 6 août  | Charles Arnt                 | acteur américain                                                                                         | 83  |        |
| 6 août  | Léon Schwarz-Abrys           | peintre autodidacte et écrivain français                                                                 | 85  |        |
| 6 août  | Antoon van Schendel          | coureur cycliste néerlandais                                                                             | 80  |        |
| 6 août  | Jacques Soustelle            | académicien, anthropologue, homme politique et homme de réseaux français                                 | 78  |        |
| 7 août  | Víctor Lobatón               | Footballeur international péruvien devenu entraîneur                                                     | 47  |        |
| 8 août  | Louis Chardigny              | Journaliste et historien français                                                                        | 80  |        |
| 9 août  | Joe Mercer                   | footballeur international anglais                                                                        | 76  |        |
| 12 août | Yves Floc'h                  | peintre français                                                                                         | 84  |        |
| 12 août | Roy Williamson               | compositeur et musicien de folk écossais                                                                 | 54  | (en)   |
| 13 août | Alejandro Otero              | peintre et sculpteur vénézuélien                                                                         | 69  |        |
| 15 août | J. J. Barry                  | acteur américain                                                                                         | 58  |        |
| 15 août | Lew DeWitt                   | chanteur et compositeur américain                                                                        | 52  | (en)   |
| 15 août | Viktor Tsoi                  | chanteur russe (Kino)                                                                                    | 28  |        |
| 19 août | Stephen Edward Smith         | analyste financier et stratège politique américain                                                       | 62  |        |
| 20 août | Tim Barrett                  | acteur britannique                                                                                       | 61  | (en)   |
| 22 août | Luigi Dadaglio               | cardinal italien de la curie romaine                                                                     | 75  |        |
| 23 août | David Rose                   | compositeur et acteur britannico-américain                                                               | 80  |        |
| 25 août | Morley Callaghan             | romancier, novelliste et animateur de radio et de télévision canadien                                    | 87  |        |
| 26 août | Mário Pinto de Andrade       | poète et homme politique angolais                                                                        | 62  |        |
| 27 août | Afonso Arinos de Melo Franco | juriste, homme politique, historien, professeur d’université, essayiste et critique littéraire brésilien | 84  | (pt)   |
| 27 août | Andrea Cascella              | peintre, sculpteur et céramiste italien                                                                  | 71  | (it)   |
| 27 août | Stevie Ray Vaughan           | guitariste américain                                                                                     | 35  |        |
| 30 août | Alice Jaquet                 | peintre, dessinatrice et illustratrice suisse                                                            | 74  |        |